# Gromada Kompasu
Gromada Kompasu – gromada kulista znajdująca się w odległości około 128 400 lat świetlnych od Ziemi w kierunku konstelacji Kompasu. Została odkryta w 1995 roku przez Ronalda Weinbergera podczas skanowania nowych interesujących obiektów w różnych zakresach badań optycznych.
Obiekt ten został wykryty tylko w podczerwieni i został sklasyfikowany jako kandydat na gromadę kulistą podobną do Arp-Madore 4 lub pobliska galaktyka karłowata (Weinberger 1995). W trakcie późniejszych badań prowadzonych przez Archera, Irwina i Kunkela z Wielkiej Brytanii z wykorzystaniem teleskopu Schmidta (Demers i in. 1995, Irwin i in. 1995) oraz przez Da Costę (1995) potwierdzono charakter Gromady Kompasu jako gromady kulistej.
Jest to słaba, ale dobrze widoczna gromada, świecąca równomiernie bez widocznego rozdzielenia gwiazd. Od wewnątrz na boki tworzy asteryzm w kształcie litery „V”. Gromada Kompasu znajduje się w odległości 135 tys. lat świetlnych od centrum Drogi Mlecznej na zewnętrznych obrzeżach galaktycznego halo.